# Côtes de Duras

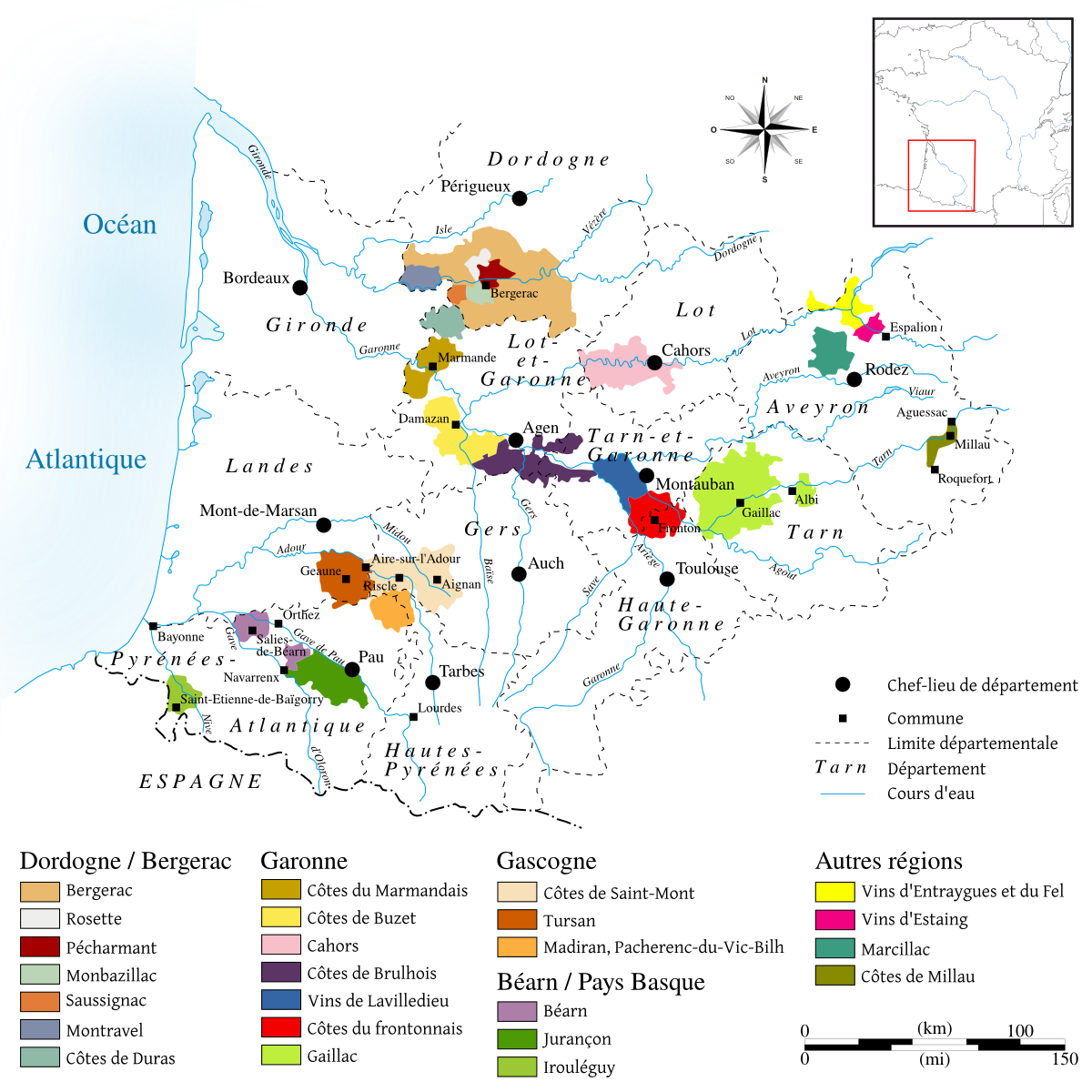
Weinbauregion Sud-Ouest

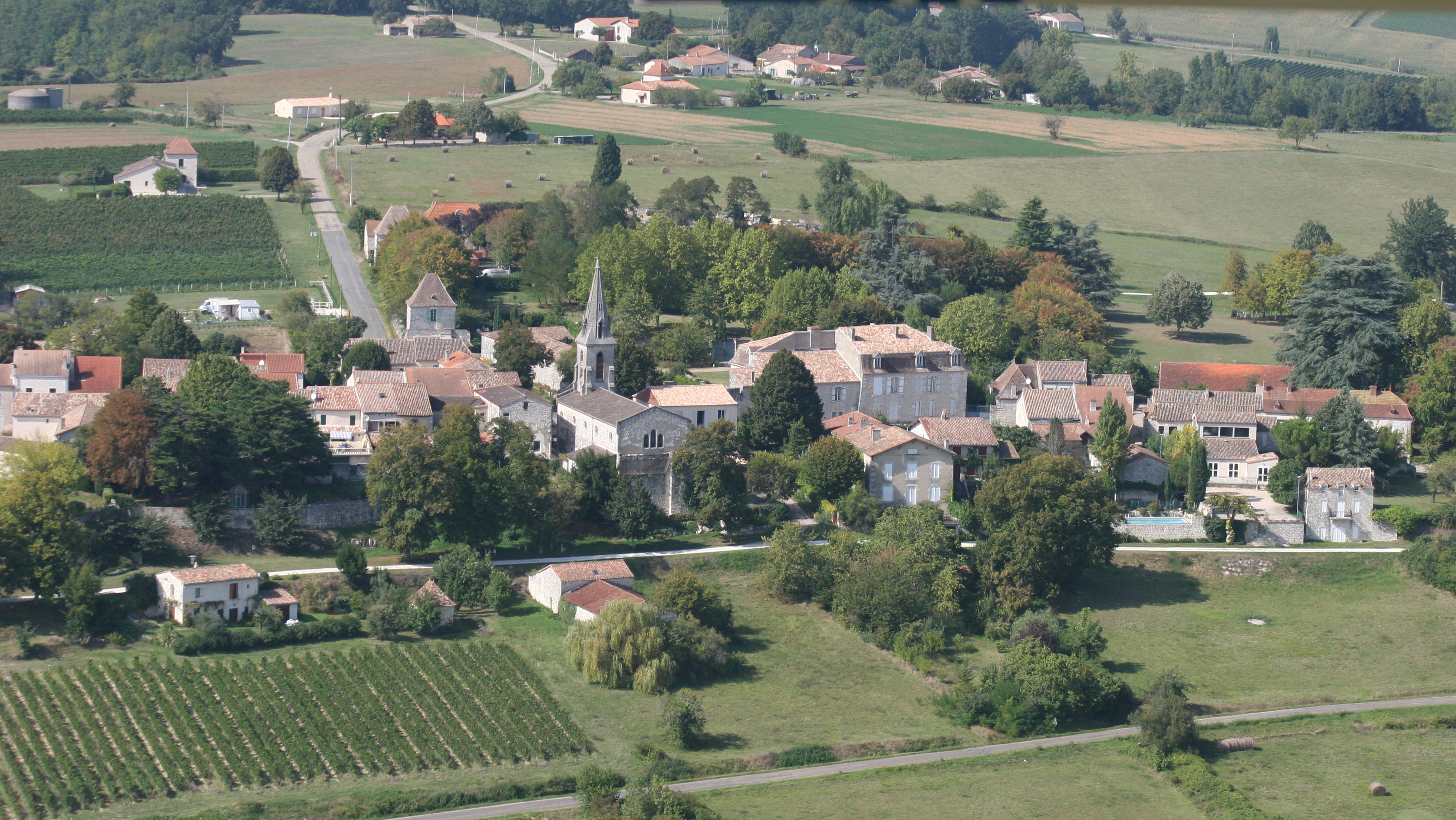
Luftaufnahme des Orts Soumensac mit Rebflächen der Appellation Côtes de Duras

Die Côtes de Duras sind ein Weinbaugebiet im Nordwesten der französischen Weinbauregion Sud-Ouest in der Region Nouvelle-Aquitaine.

## Lage
Die nach der Gemeinde Duras benannte Appellation liegt circa 30 Kilometer südöstlich von Saint-Émilion und grenzt an die Appellationen Entre-Deux-Mers, Sainte-Foy-Bordeaux, Saussignac und westlich an Bergerac. Die Weinberge, die seit dem 16. Februar 1937 den Status einer Appellation d’Origine Contrôlée haben, werden von 221 Winzern in 15 Gemeinden bewirtschaftet. Zugelassene Gemeinden sind neben Duras auch Auriac-sur-Dropt, Esclottes, Sainte-Colombe-de-Duras, Saint-Astier, Loubès-Bernac, Soumensac, Saint-Jean-de-Duras, La Sauvetat-du-Dropt, Moustier, Pardaillan, Saint-Sernin, Savignac-de-Duras, Villeneuve-de-Duras und Baleyssagues.

## Daten
Die Anbaufläche umfasst insgesamt rund 2.200 Hektar; jährlich werden etwa 117.000 Hektoliter Wein hergestellt, der sich in ungefähr wie folgt aufteilt: 60 % Rotwein, 36 % Weißwein, 2 % Roséwein und 2 % süßer Weißwein.

## Wein
Rotwein und Rosé werden im Stil von Bordeaux aus den Rebsorten Merlot (60 % der Anbaufläche), Cabernet Sauvignon und Cabernet Franc (zusammen 35 %) sowie Malbec (hier Côt genannt) verschnitten. Der Mindestalkoholgehalt beträgt 10 Volumenprozent, der Ertrag ist auf 55 Hektoliter/Hektar beschränkt. Roséwein darf ausschließlich nach dem Saignée-Verfahren gewonnen werden.
Der trocken ausgebaute Weißwein besteht aus Sauvignon Blanc, Sémillon und Muscadelle. Daneben darf noch Ugni Blanc eingesetzt werden. Sein Anteil darf nicht höher als 25 % sein und darf auf keinen Fall den des Sauvignon Blanc übersteigen. Nur noch theoretische Bedeutung besitzen die ebenfalls zugelassenen Mauzac, Chenin Blanc (hier Rouchelin oder Pineau de la Loire genannt) und Ondenc. Der Mindestalkoholgehalt beträgt 10 Vol-%, der Ertrag ist auf 60 Hektoliter/Hektar beschränkt.
Im süß ausgebauten Weißwein spielen Sémillon und Muscadelle eine größere Rolle als der Sauvignon Blanc. Es handelt sich zumeist um Spätlesen aus hochreifen Trauben. Edelsüße, von der Botrytis geprägte Weine bilden die Ausnahme. Der Alkoholgehalt beträgt mindestens 10,5 Vol.-% und die Erntebeschränkung beläuft sich auf 50 Hektoliter/Hektar.

## Klima und Boden
Die Region um Bergerac unterliegt einem starken ozeanischen Einfluss mit milden Wintern. Besonders starke Niederschläge fallen im Frühjahr und Spätherbst. Die Sommer sind dagegen zumeist heiß und trocken. Das Wetter ist oft bis in den November hinein stabil. Im Tal der Dordogne bildet sich häufig Nebel, der die Bildung von Edelfäule begünstigt. Durch den Abstand des Anbaugebiets Côtes de Duras von der Dordogne gilt dies hier jedoch nur sehr eingeschränkt.
Auf dem orographisch linken Ufer der Dordogne ist Süßwasserkalkstein in Molassesand und Mergel eingebettet. Zusammen bilden sie eine regelrechte „Schichttorte“.
|                       | Jan | Feb  | Mär  | Apr  | Mai  | Jun  | Jul  | Aug  | Sep  | Okt  | Nov  | Dez  |   |      |
| Mittl. Tagesmax. (°C) | 9,3 | 11,3 | 14,3 | 16,7 | 20,8 | 24,1 | 27,1 | 27,1 | 23,8 | 18,8 | 12,8 | 10,1 | ⌀ | 18,1 |
| Mittl. Tagesmin. (°C) | 1,3 | 1,8  | 3    | 5,1  | 9,1  | 12,1 | 14,1 | 13,6 | 10,8 | 8,1  | 4,0  | 2,2  | ⌀ | 7,1  |
|                       |     |      |      |      |      |      |      |      |      |      |      |      |   |      |
| Niederschlag (mm)     | 52  | 63   | 42   | 80   | 68   | 73   | 53   | 66   | 79   | 71   | 80   | 82   | Σ | 809  |

| 1,3 |

| 1,8 |

| 3 |

| 5,1 |

| 9,1 |

| 12,1 |

| 14,1 |

| 13,6 |

| 10,8 |

| 8,1 |

| 4,0 |

| 2,2 |

| 1,3 |

| 1,8 |

| 3 |

| 5,1 |

| 9,1 |

| 12,1 |

| 14,1 |

| 13,6 |

| 10,8 |

| 8,1 |

| 4,0 |

| 2,2 |

| N i e d e r s c h l a g | 52  | 63  | 42  | 80  | 68  | 73  | 53  | 66  | 79  | 71  | 80  | 82  |
|                         | Jan | Feb | Mär | Apr | Mai | Jun | Jul | Aug | Sep | Okt | Nov | Dez |